# Dandara Touré
Pour les articles homonymes, voir Touré.
Dandara Touré, née le 1er octobre 1951 à Kita, est une femme politique malienne, ancienne ministre de la Promotion de la Femme, de l’Enfant et de la Famille dans le Gouvernement de Cissé Mariam Kaïdama Sidibé du 16 février au 22 mars 2002.
Diplômée de l'École normale supérieure de Bamako (ENSUP), Dandara Touré est aussi titulaire d'une maitrise en santé publique spécialité nutrition de l'Université de l'Indiana à Bloomington aux États-Unis.
Enseignante-chercheuse en sciences sociales, elle a travaillé dans plusieurs programmes en santé et de développement social.
Elle a été Directrice nationale de la promotion de la femme et est membre de plusieurs associations féminines.

## Sources
« Ministre malien de la Promotion de la Femme, de l’Enfant et de la Famille : Dandara Touré »